# سان رامون (كاليفورنيا)
سان رامون (بالإنجليزية: San Ramon)‏ هي إحدى مدن مقاطعة كونترا كوستا، كاليفورنيا. تم إعطاءها لقب مدينة في 1 يوليو، 1983.

## المناخ
يظهر الجدول التالي التغييرات المناخية على مدار السنة لسان رامون:
| البيانات المناخية لـسان رامون     | البيانات المناخية لـسان رامون | البيانات المناخية لـسان رامون | البيانات المناخية لـسان رامون | البيانات المناخية لـسان رامون | البيانات المناخية لـسان رامون | البيانات المناخية لـسان رامون | البيانات المناخية لـسان رامون | البيانات المناخية لـسان رامون | البيانات المناخية لـسان رامون | البيانات المناخية لـسان رامون | البيانات المناخية لـسان رامون | البيانات المناخية لـسان رامون | البيانات المناخية لـسان رامون |
| الشهر                             | يناير                         | فبراير                        | مارس                          | أبريل                         | مايو                          | يونيو                         | يوليو                         | أغسطس                         | سبتمبر                        | أكتوبر                        | نوفمبر                        | ديسمبر                        | المعدل السنوي                 |
| --------------------------------- | ----------------------------- | ----------------------------- | ----------------------------- | ----------------------------- | ----------------------------- | ----------------------------- | ----------------------------- | ----------------------------- | ----------------------------- | ----------------------------- | ----------------------------- | ----------------------------- | ----------------------------- |
| الدرجة القصوى °ف (°م)             | 73 (23)                       | 80 (27)                       | 83 (28)                       | 97 (36)                       | 99 (37)                       | 105 (41)                      | 107 (42)                      | 102 (39)                      | 100 (38)                      | 98 (37)                       | 87 (31)                       | 76 (24)                       | 104 (40)                      |
| متوسط درجة الحرارة الكبرى °ف (°م) | 58 (14)                       | 61 (16)                       | 63 (17)                       | 67 (19)                       | 70 (21)                       | 75 (24)                       | 80 (27)                       | 82 (28)                       | 77 (25)                       | 73 (23)                       | 65 (18)                       | 59 (15)                       | 68 (20)                       |
| متوسط درجة الحرارة الصغرى °ف (°م) | 42 (6)                        | 43 (6)                        | 44 (7)                        | 46 (8)                        | 49 (9)                        | 52 (11)                       | 54 (12)                       | 55 (13)                       | 55 (13)                       | 52 (11)                       | 45 (7)                        | 41 (5)                        | 48 (9)                        |
| أدنى درجة حرارة °ف (°م)           | 26 (−3)                       | 26 (−3)                       | 29 (−2)                       | 30 (−1)                       | 35 (2)                        | 41 (5)                        | 44 (7)                        | 43 (6)                        | 41 (5)                        | 32 (0)                        | 30 (−1)                       | 18 (−8)                       | 18 (−8)                       |
| الهطول إنش (مم)                   | 5.20 (132)                    | 4.80 (122)                    | 4.27 (108)                    | 1.72 (44)                     | 0.71 (18)                     | 0.15 (3.8)                    | 0.06 (1.5)                    | 0.11 (2.8)                    | 0.36 (9.1)                    | 1.55 (39)                     | 3.69 (94)                     | 3.84 (98)                     | 26.46 (672)                   |
| المصدر #1: The Weather Channel    |                               |                               |                               |                               |                               |                               |                               |                               |                               |                               |                               |                               |                               |
| المصدر #2: MSN Weather            |                               |                               |                               |                               |                               |                               |                               |                               |                               |                               |                               |                               |                               |

## أعلام
- روبي سميث
- كين والترز
- أندرو وييدرمان
- عمر سمحان
- أوستين هووبر